# Ференц Филеп
Андраш Теречик (мађ. Törőcsik András; Кишкунхалаш, 22. фебруар 1955) је био мађарски фудбалер, играо је на позицији нападача, такође је био директор ФК МТК, фудбалски менаџер. Његов син Мартон Филеп (1983–2015) је био голман мађарске репрезентације.

## Каријера

### Клуб
Између 1977. и 1986. играо је на нападачкој позицији за МТК-ВМ. Године 1986. постао је играч белгијског Шарлоа Олимпика, где је играо 3 сезоне.

### Репрезентација
Био је члан тима на Светском првенству у Аргентини 1978. године, али никада није наступио за национални тим.

### Као спортски менаџер
Између 1993. и 1995. био је технички менаџер фудбалске репрезентације Мађарске. Након тога био је директор клуба и сувласник МТК до новембра 2005. године. Од марта 2006. је сувласник агенције за играче „Старс & Френдс” са Јожефом Верешбарањијем.

## Достигнућа
МТК
- Прва лига Мађарске у фудбалу: 
  - трећи: 1977/78

Ференц Филеп је играо улогу у филму Бег у победу из 1981. као центарфор нацистичког тима у мечу против ПоВ тима.
- Бег у победу (1981) – Немачки тимски играч (некредитован)